# Donja Mahala
Donja Mahala es un pueblo de la municipalidad de Orašje, en el cantón de Posavina, Bosnia y Herzegovina.

## Superficie
Posee una superficie de 20,4 kilómetros cuadrados.

## Demografía
Hasta 2013 la población era de 3702 habitantes, con una densidad de población de 181,4 habitantes por kilómetro cuadrado.